# Condado de Sheridan (Wyoming)
O Condado de Sheridan é um dos 23 condados do Estado americano do Wyoming. A sede do condado é Sheridan, que é também a sua maior cidade. O condado tem uma área de 6545 km² (dos quais 10 km² estão cobertos por água), uma população de 26 560 habitantes, e uma densidade populacional de 4,1 hab/km² (segundo o censo nacional de 2000). O condado foi fundado em 1888 e recebeu o seu nome em homenagem a Philip Sheridan (1831-1888), general durante a Guerra Civil Americana.